# Agapitus I.
Agapitus I. (auch Agapetus oder Agapet; * vor 494 in Rom; † 22. April 536 in Konstantinopel) war vom 13. Mai 535 bis zu seinem Tode Bischof von Rom und somit Papst.

## Leben
Er war Sohn des Presbyters Gordianus, der bei Unruhen von Anhängern des Gegenpapstes Laurentius erschlagen wurde. Agapitus arbeitete mit Cassiodorus zusammen, um in Rom eine Bibliothek kirchlicher Autoren in Griechisch und Latein zu begründen, was Cassiodorus auch bei seinem Projekt in Vivarium half.

## Pontifikat
Im Mai 535 wurde Agapitus Nachfolger von Papst Johannes II. (533–535), bei dem er als Erzdiakon in Diensten stand. Der König der Ostgoten Theodahad (480–536) bat ihn, nach Konstantinopel zu reisen, um Kaiser Justinian I. (482–565) zu beruhigen und von einer Invasion Italiens nach dem Tod der gotischen Königin Amalasuntha († 535), die dem Kaiser freundlich gesinnt war, abzuraten. Von Rom nach Konstantinopel begleitete ihn Sergios von Resaina. Zwar gelang es Agapitus nicht, Justinian von seinem Vorhaben abzubringen, sein Aufenthalt führte aber zu einer Auseinandersetzung mit dem von der Kaisergattin Theodora I. (500–548) unterstützten, beim orientalischen Klerus aber unbeliebten Patriarchen Anthimos I. (535–536), der Anhänger des Monophysitismus war. Diese Lehre war im Konzil von Chalcedon verworfen worden, und Agapitus gelang es, die Unterstützung des Kaisers für die Absetzung von Anthimos zu erlangen. Er ernannte und weihte Menas zu dessen Nachfolger. Dem Papst gelang die Festigung des kirchlichen Bündnisses.
Agapitus starb kurze Zeit später in Konstantinopel, beigesetzt wurde er in Rom in den Grotten der konstantinischen Petersbasilika.

## Verehrung
Sein Wirken führte zu einer Entspannung zwischen West- und Ostkirchen und er wird auch von den Orthodoxen noch heute als Heiliger verehrt, die seinen Gedenktag auf den 17. und 22. April festlegten. Sein Gedenktag in der römisch-katholischen Kirche ist der 22. April. Agapet I. wird im Papstgewand dargestellt und trägt als Attribute die – allerdings anachronistische – Tiara und den Kreuzstab (mit drei Querbalken).